# Robert Bajic
Robert Bajic (sinh ngày 29 tháng 7 năm 1977) là một cựu cầu thủ bóng đá người Úc từng thi đấu ở vị trí thủ môn.